# Roam
Roam es una banda de pop punk británica de Eastbourne. La banda fue formada en 2012 y está compuesta por el vocalista Alex Costello, el bajista Matt Roskilly, el baterista Miles Gill (que sustituyó a Charles Pearson en 2016), el guitarrista/vocalista Alex Adam, y el guitarrista Sam Veness.

## Historia

### Formación, primeras grabaciones para Super Fans y sello
Roam se formó en septiembre de 2012 en Eastbourne, Inglaterra. El grupo empezó a producir música a principios del 2012 y en noviembre de ese mismo año comenzó presentar su trabajo en directos. Publicaron de forma independiente dos EP: No Common Ground, que fue lanzado en 2012, y Head Down, que fue lanzado en 2013. 
En 2014 el grupo firmó un acuerdo con Hopeless Records para grabar y publicar el videojuego Viewpoint (2015). Con este lanzamiento tuvieron muchas ventas.

### Backbone y salida de Pearson
La banda lanzó su álbum debut, Backbone, el 22 de enero de 2016 con el sello Hopeless Records. Después, Roam teloneó a Sum 41 durante el Kerrang! Tour de 2016.
El 29 de febrero de ese mismo año Roam anunció en su página de Facebook que la banda se había separado de su baterista, Charlie Pearson, afirmando que "Estamos muy agradecidos por todo su trabajo y compromiso con nosotros durante los últimos tres años, y le deseamos lo mejor en el futuro". La banda también anunció que lo reemplazaría el baterista Miles Gill temporalmente. 
También formó parte del Line-up de la edición del 2016 del Warped Tour. Los integrantes del grupo se mostraron muy agradecidos y afirmaron: "Estamos muy felices de lo sucedido, es muy importante para nosotros como banda de amigos, y no sólo eso, sino que también somos como hermanos. Muchas gracias."

## Estilo musical
Roam ha sido descrito como pop punk. Neil Young, en su biografía de AllMusic, señaló que la banda se inspiró en New Found Glory, Blink-182, Sum 41, y Simple Plan.

## Discografía

### Álbumes de estudio
| Año  | Album | Posiciones |
| Año  | Album | UK         |
| ---- | --- | ---------- |
| 2016 | Backbone - Lanzamiento: 22 de enero de 2016 - Discográfica: Hopeless Records - Formato: CD, LP, Descarga digital | 178        |

### EPs
| Año  | Álbum |
| ---- | --- |
| 2012 | No Common Ground - Lanzamiento: 4 de noviembre de 2012 - Discográfica: Auto publicación - Formato: Descarga digital         |
| 2014 | Head Down - Lanzamiento: 18 de Noviembre , 2013 - Discográfica: Auto publicación - Formato: CD, Descarga digital            |
| 2014 | Viewpoint - Lanzamiento: 27 de Enero , 2015 - Discográfica: Hopeless Records - Formato: CD, Descarga digital, Doce pulgadas |

## Vídeos Musicales
- Head Rush
- Warning Sing
- Nothing in Return
- Over your Head
- Deadweight
- You nerver Said
- Safeguard
- Hopeless Case
- Foresight

## Miembros
Actuales miembros
- Alex Costello- Voz
- Alex Adam - Guitarra líder, Voz
- Matt Roskilly - Bajo, Guitarra
- Sam Veness - Guitarra rítmica
- Miles Gill - Batería

Antiguos miembros
- Charlie Pearson - Batería

- Datos: Q22080536